# ユーカリが丘駅

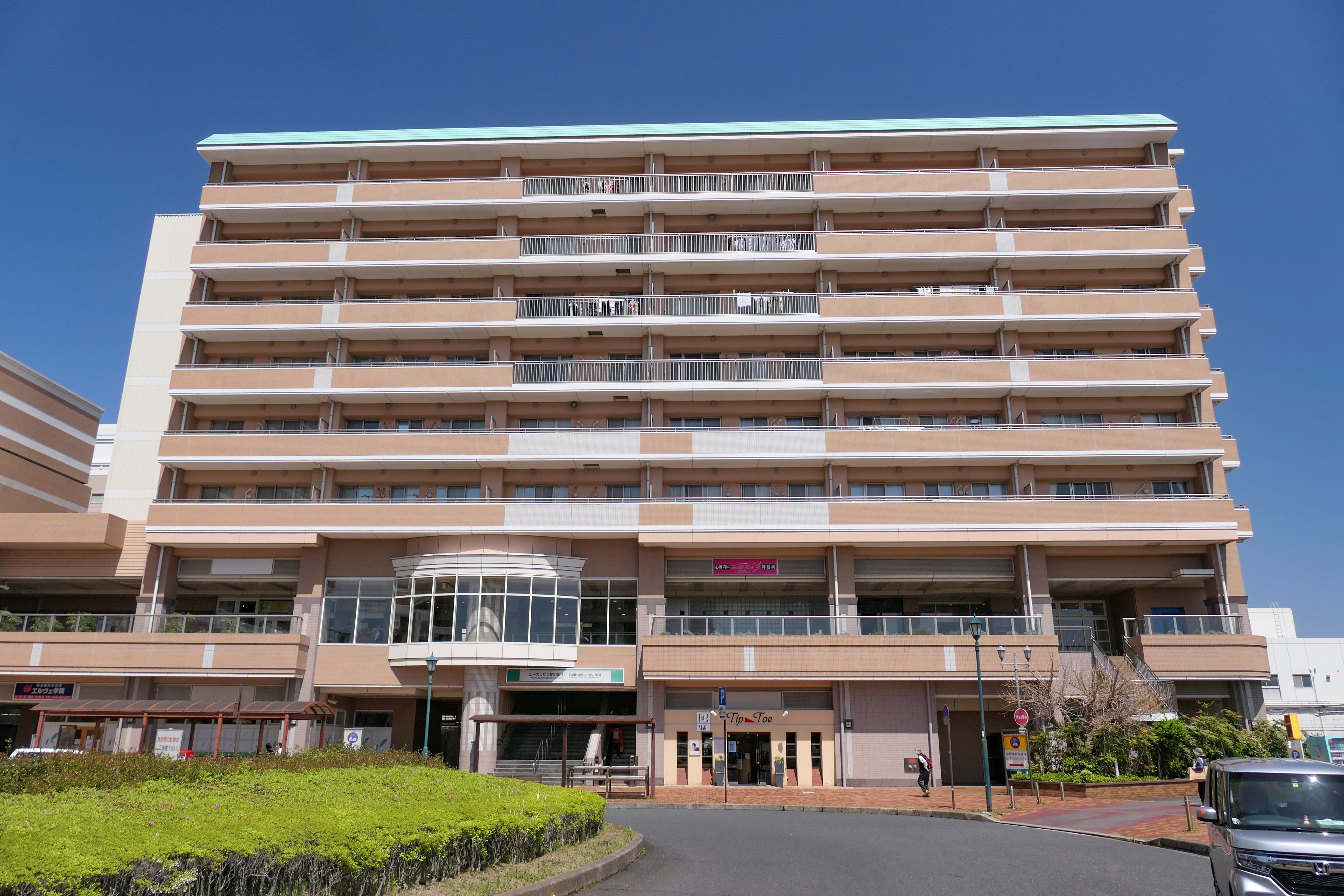
南口 スカイプラザステーションタワーアネックス棟（2022年4月）

ユーカリが丘駅（ユーカリがおかえき）は、千葉県佐倉市ユーカリが丘四丁目にある、京成電鉄・山万の駅である。京成電鉄の駅番号はKS33。

## 概要

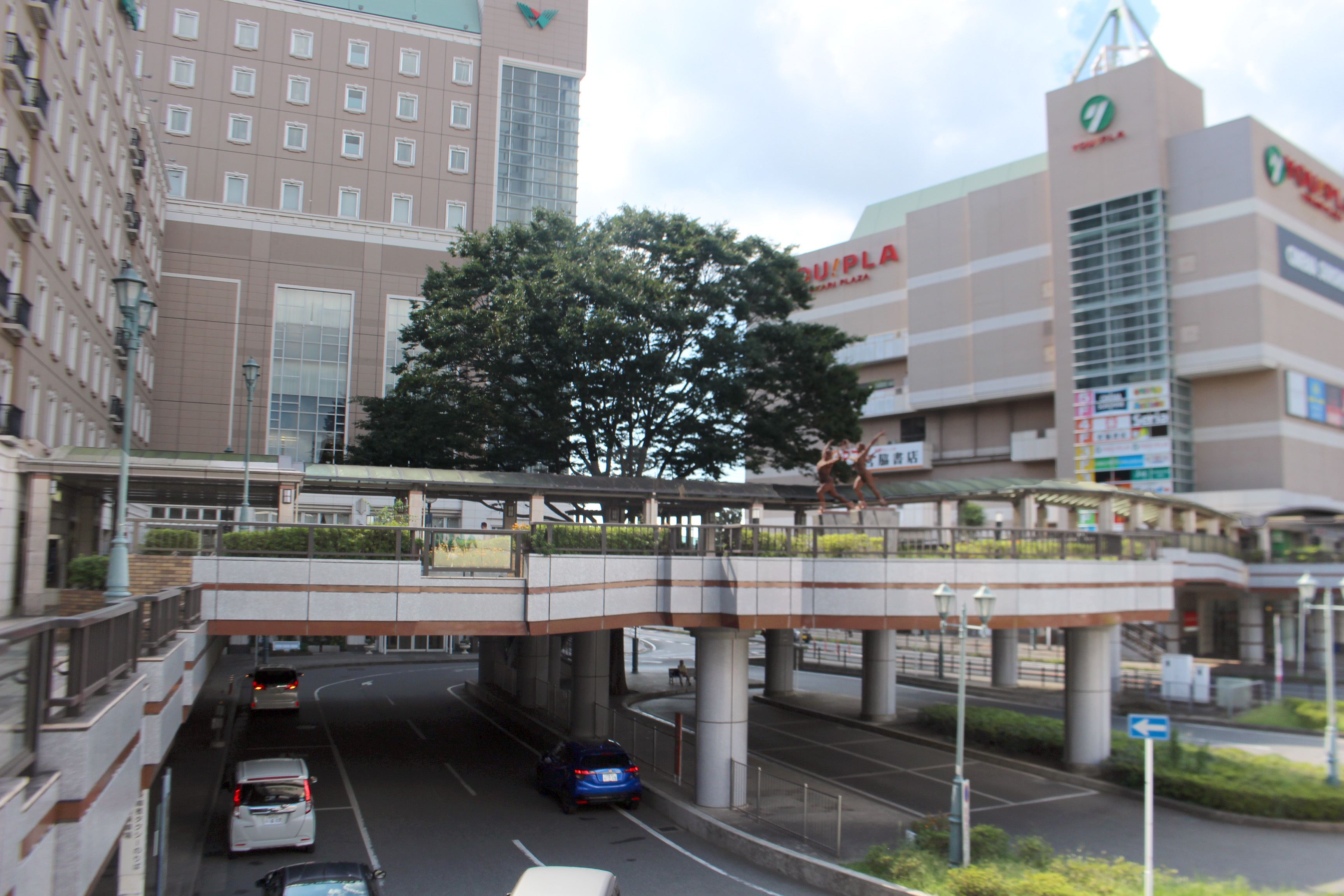
北口 ペデストリアンデッキ（2019年9月）

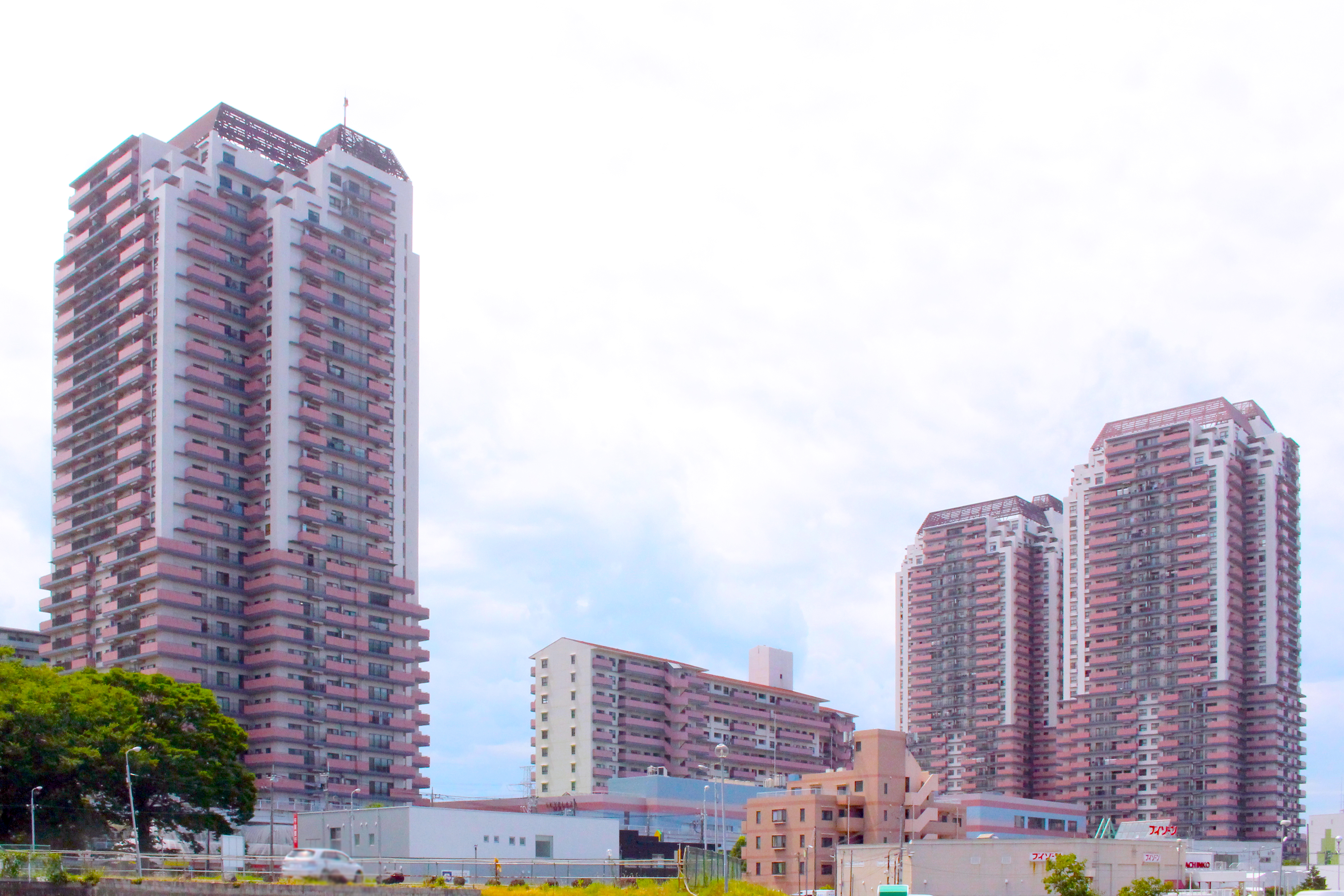
スカイプラザユーカリが丘の超高層マンション群 ※北口デッキ接続

当駅はデベロッパーの山万が開発したニュータウン「ユーカリが丘」の玄関口であり、この地を開発した際に請願駅として開業した。京成電鉄本線と、山万ユーカリが丘線が乗り入れ、接続駅となっている。
京成駅舎の上層部にはウィシュトンホテルユーカリのイーストウイングが位置し、北口の上層部にはウィシュトンホテルユーカリのメインタワーに直結している。北口には駅前ロータリー交差点と屋根付きのバリアフリーアプローチによるペデストリアンデッキが整備されており、ペデストリアンデッキは当駅山万駅舎、ユーカリプラザ、スカイプラザユーカリが丘（南側よりサウスタワー・スカイプラザモール・イーストタワー・ウエストタワー）に接続する。なお、スカイプラザユーカリが丘のイーストタワー・ウエストタワー（北側）は、山万ユーカリが丘線の隣駅である地区センター駅からもペデストリアンデッキにてエントランス付近まで直結している。
京成駅舎南口は、1階と2階が駅舎および商業施設となっており、上層階はスカイプラザステーションタワーのアネックス棟に直結し、同マンションのタワー棟に接続している。南口にも駅前ロータリー交差点が整備されている。
山万駅舎は京成駅舎北口とペデストリアンデッキほか、連絡通路を介して接続している。駅舎には山万グループユーカリが丘インフォメーションセンター、順天堂大学WHO指定協力センターユーカリが丘支局が入居している。
都市再開発事業として京成駅舎北口の駐車場、みずほ銀行ユーカリが丘支店のあるエリアに、順天堂大学、佐倉市民ホール、商業施設などを一体的に整備し、「街に開かれた文教地区」とする計画が発表されている（具体的な整備時期などは未定）。

## 歴史
建設当時から、将来の特急（現在の快速特急）停車を見込み、2面4線の規模で建設された。後に通勤特急は停車するようになったが、快速特急・特急は現行ダイヤでも停車しない。

### 年表
- 1982年（昭和57年）
  - 11月1日 - 請願駅として開業[4]。当時発売された開業記念きっぷには、その特徴として「駅舎の外形が山荘風の洒脱な雰囲気」と記されていた[3]。当時の駅構造は相対式ホーム2面2線[5]。
  - 11月2日 - 山万ユーカリが丘線の当駅 - （女子大駅） - 中学校駅間が開業[4]。当駅が起点となる。
- 1983年（昭和58年）9月22日 - 中学校駅 - （井野駅） - 公園駅間開業により全線開業[4]。当駅より環状運転が開始される。
- 1996年（平成8年）7月20日 - 上り線に待避線を設置、1番線を新設。2面3線構造となり、この日のダイヤ改正から供用開始[5]。
- 1998年（平成10年）9月13日 - 当駅北口に直結するウィシュトンホテルユーカリが開業[6]。
- 1999年（平成11年）
  - 3月 - 当駅北口にペデストリアンデッキが完成（街並みまちづくり総合支援事業活用）。ユーカリが丘・シネマビル（現在のユーカリプラザ）が完成し、デッキにて接続する[7]。
  - 6月 - 当駅北口のペデストリアンデッキが全国街路事業コンクール全国街路事業促進協議会会長賞受賞[7]。
- 2003年（平成15年）12月 - 当駅南口に直結するスカイプラザステーションタワーが完成[7]（優良建築物等整備事業活用）。
- 2024年（令和6年）6月15日 - 山万ユーカリが丘線の改札に顔認証乗車システム（ユーカリPASS）を導入[8]。

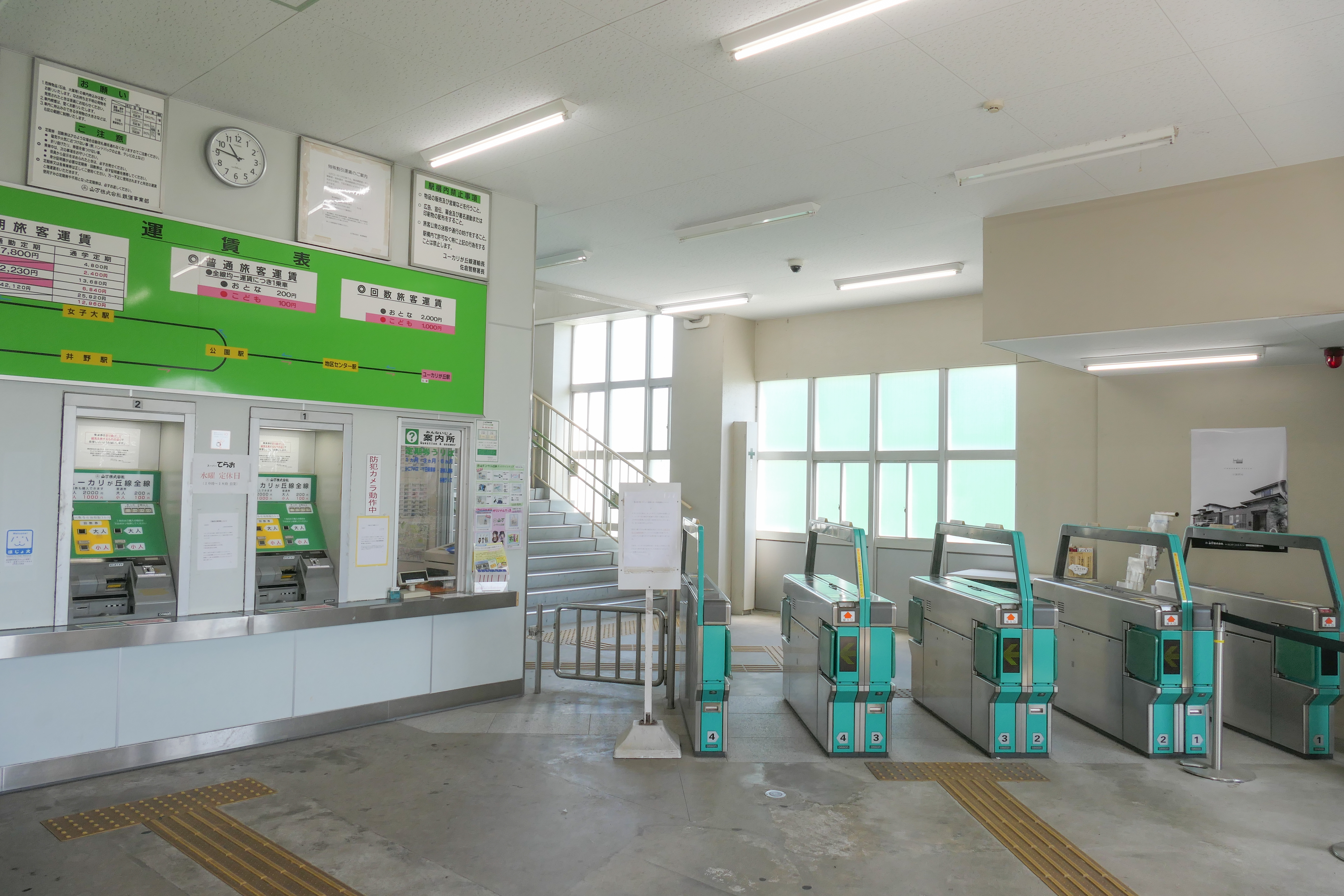
顔認証乗車システム導入前の山万改札口（2022年4月）

### 駅名の由来
山万が開発を行ったニュータウンであるユーカリが丘に由来する。ユーカリが丘の名称は、開発元の山万が「殺菌作用や空気の清浄作用があり、環境にやさしい」というユーカリを自然環境と調和する都市の象徴として名付けたものとされる。当駅の「ユーカリ」のローマ字表記は英語の「Eucaly」ではなく、「Yūkari」と表記される（これはユーカリが丘線や地域名のユーカリが丘も同様）。

## 駅構造

### 京成電鉄
2面3線のホームを持つ地上駅で橋上駅舎を有する（勝田台駅管理）。
エスカレーターが設置されているほか、2009年4月に改札階とホームを連絡する車椅子対応エレベーターが設置された。トイレは男女別の水洗式で、京成改札内コンコースと南口および北口の階段下の合計3か所設置されており、構内及び南口のトイレは多機能トイレを併設しているが、北口のトイレは通常のトイレのみであり、また早朝深夜は閉鎖される。
2面4線に拡張できる用地はあるが、下り待避線の用地に線路は敷設されていない。待避線である1番線はラッシュ時を中心に使用されるほか、日中は回送や団体列車の待避も行う。2009年11月より2010年7月までは夜間の駅留にも使われていた。

#### のりば
| 番線 | 路線     | 方向 | 行先                                              |
| ---- | -------- | ---- | ------------------------------------------------- |
| 1・2 | 京成本線 | 上り | 京成船橋・日暮里・京成上野・押上・ 都営浅草線方面 |
| 3    | 京成本線 | 下り | 京成佐倉・京成成田・ 成田空港方面                 |

- 上表の路線名は成田空港線開業後の旅客案内の名称に基づいている。
- 上りは1番線が待避線、2番線が主本線である。

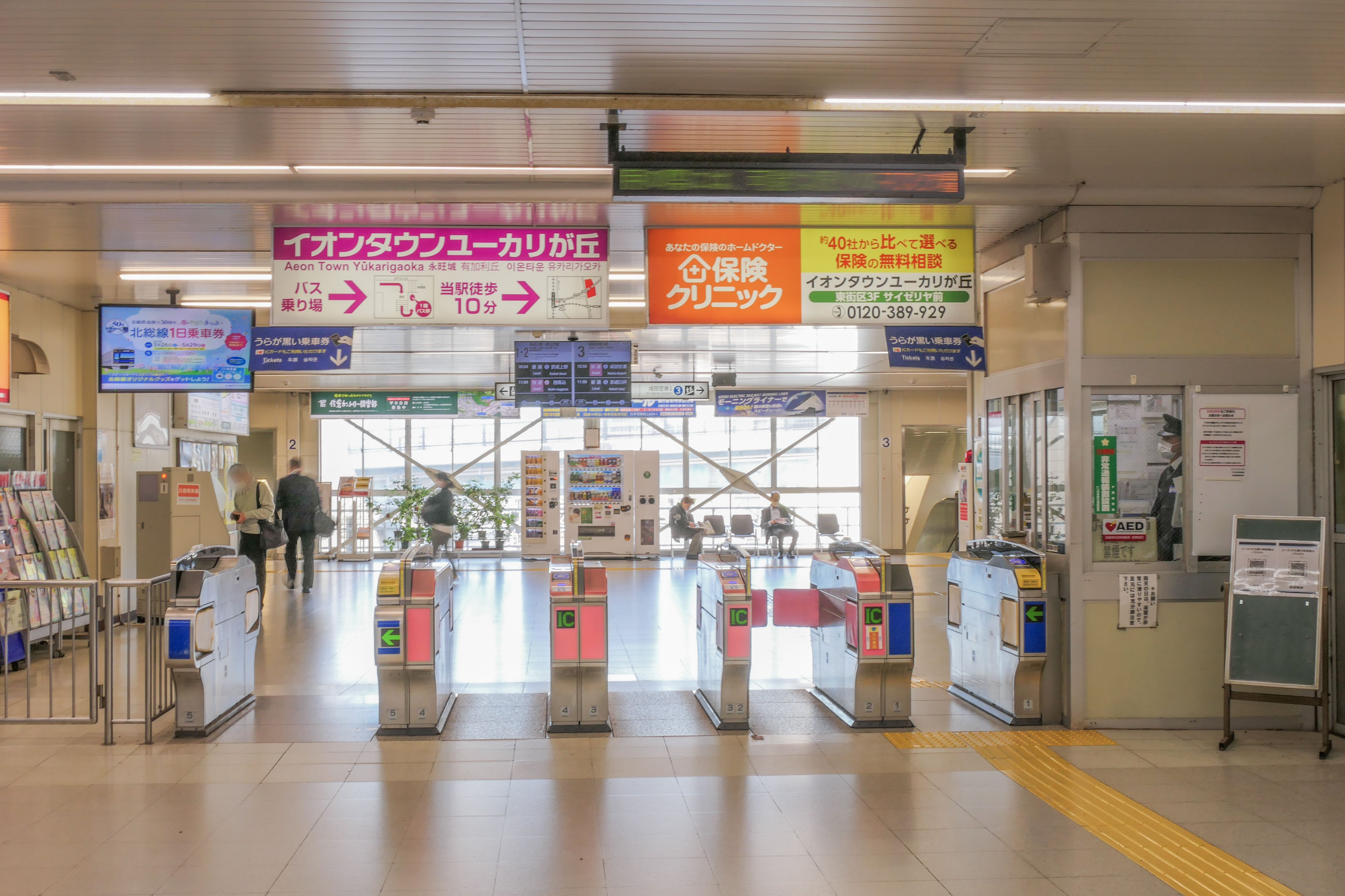
改札口（2022年4月）
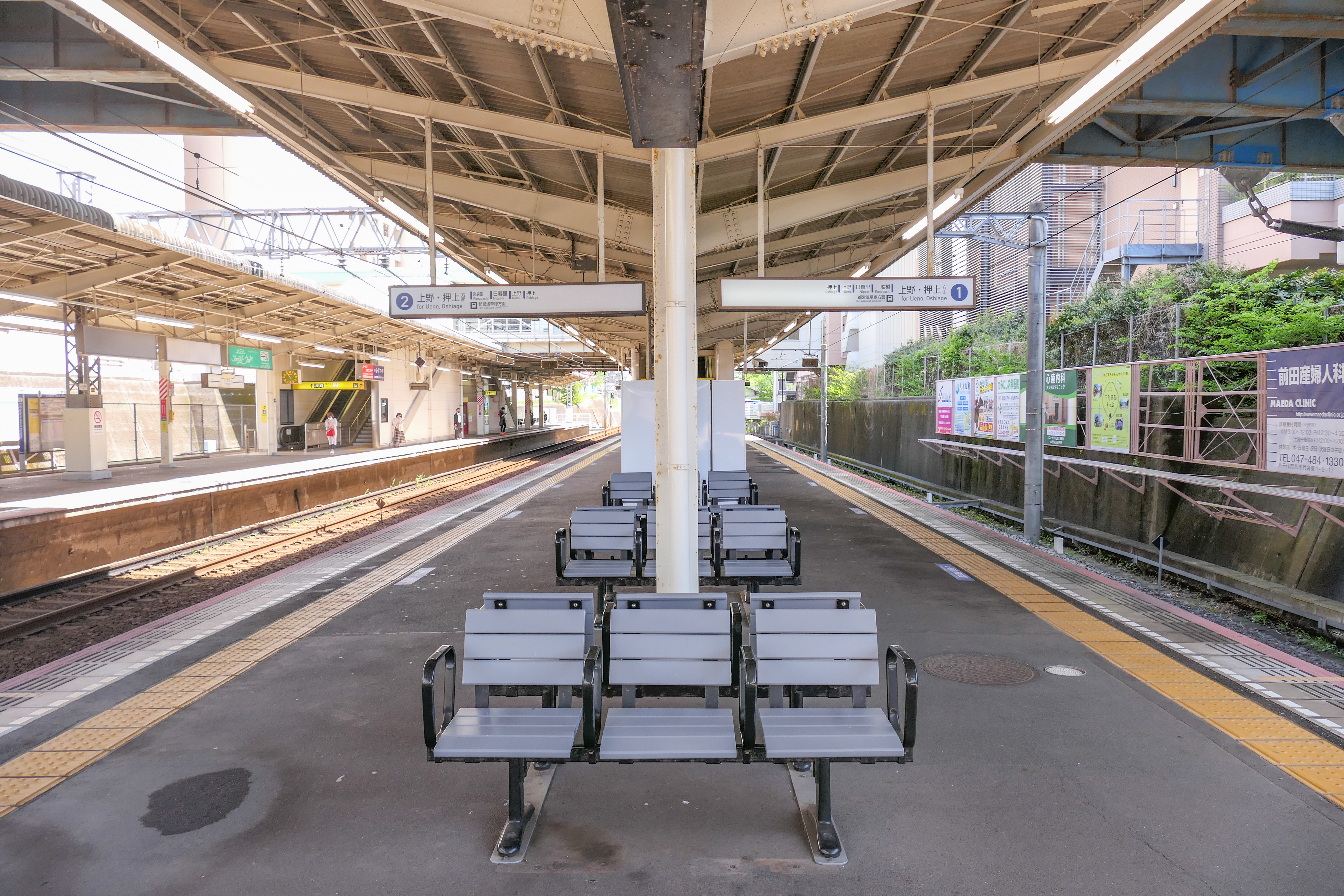
1・2番線ホーム（2022年4月）
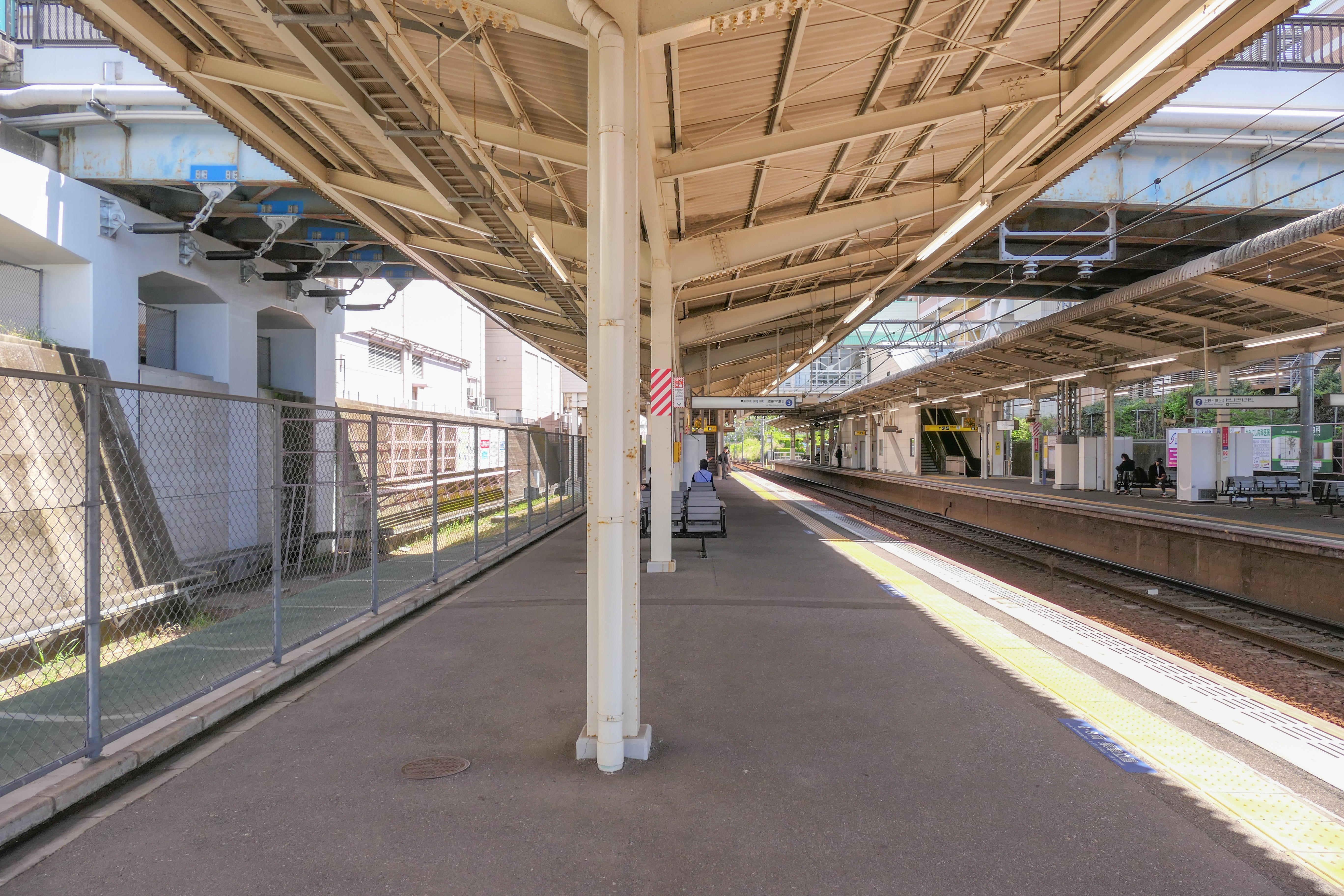
3番線ホーム（2022年4月）
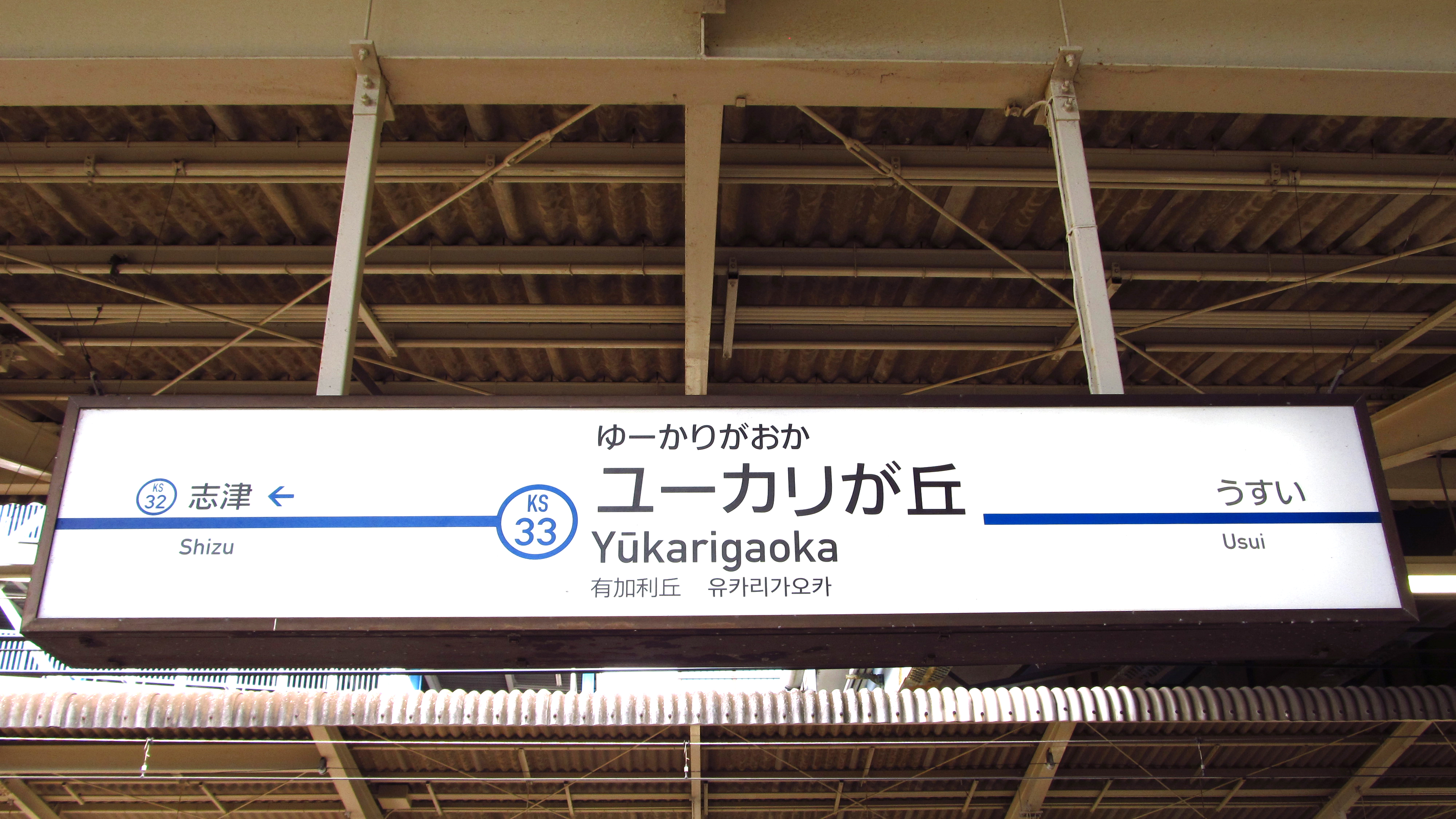
駅名標（2020年7月）

### 山万
京成の駅北口から連絡通路で結ばれている。単式ホーム1面1線を有する高架駅である。有人駅。
1階出入口と2階連絡通路を結ぶエレベーターは従来から存在したが、改札内コンコースとホームの間のエレベーターも2012年10月31日に行われた「開業30周年 記念式典」に合わせて開設された。ホーム地区センター側には待合室が設置されている。トイレは構内に設置されておらず、北口（多機能トイレ利用時は南口）のトイレを利用することとなる。なお、改札内のトイレは職員用である。
高架下には、山万ユーカリが丘インフォメーションセンターや順天堂大学WHO指定協力センターが立地する。

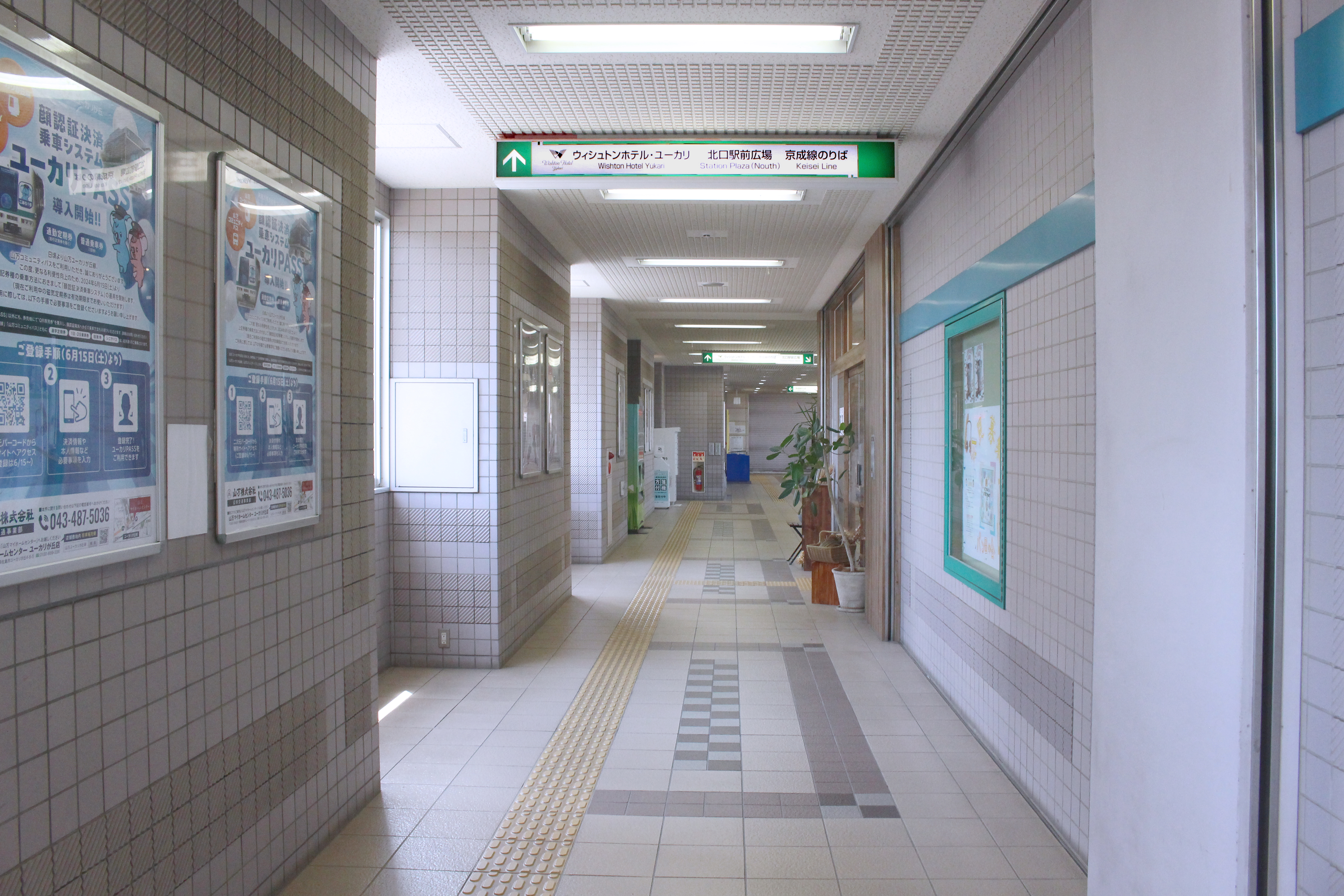
改札外コンコース（2024年7月）
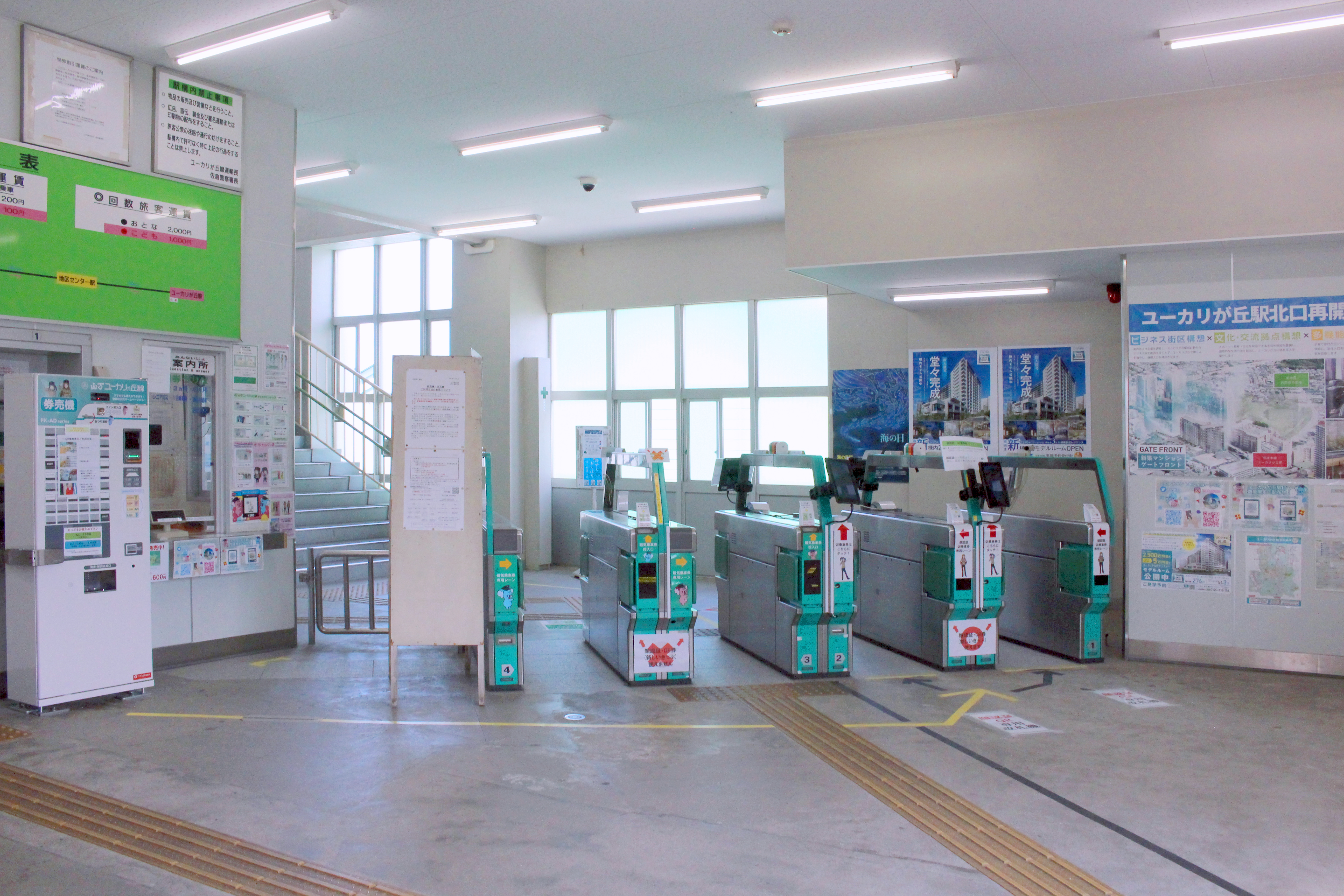
改札口（2024年7月）
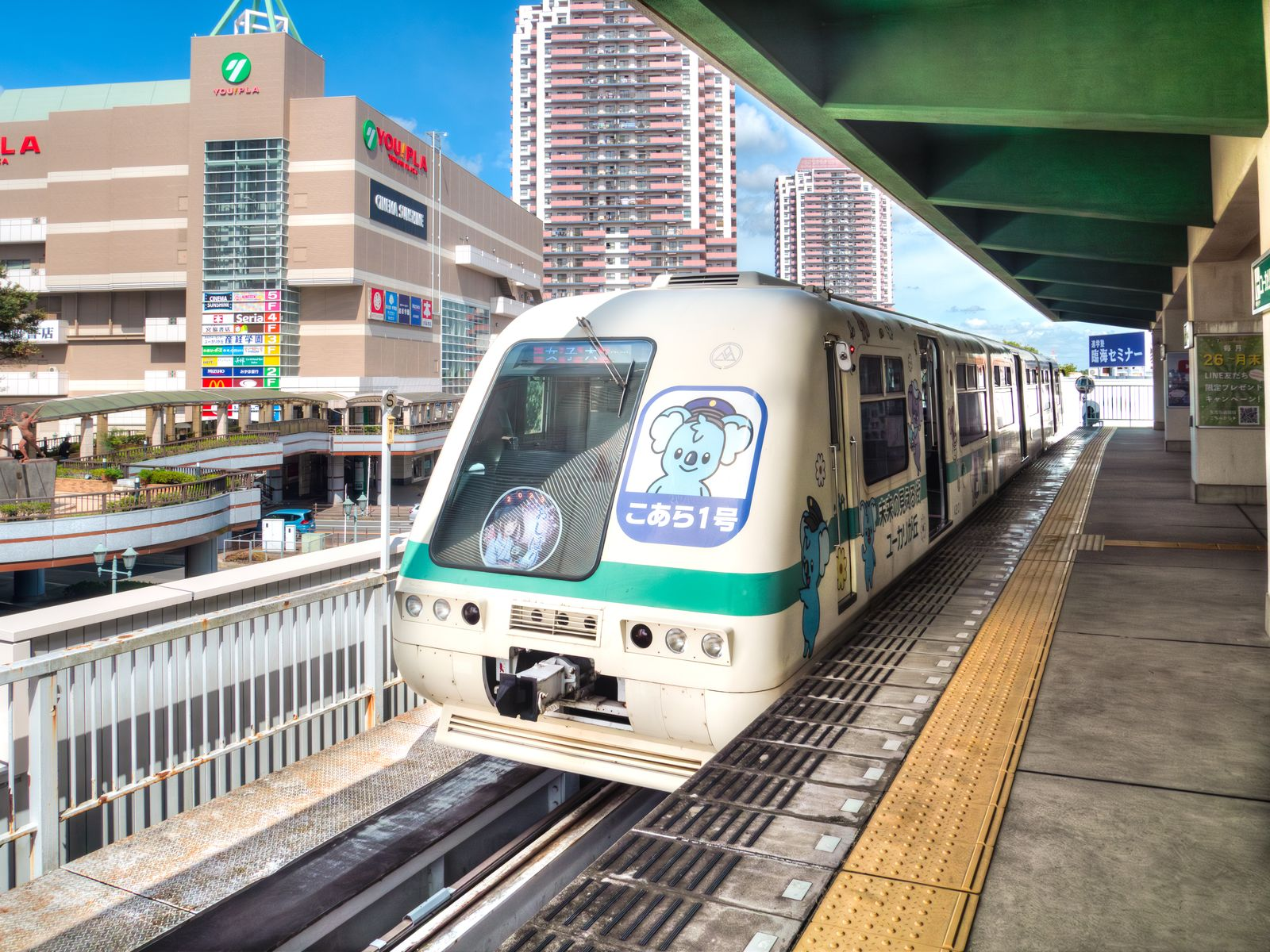
駅ホーム（2023年9月）

## 利用状況
- 京成電鉄 - 2024年度の1日平均乗降人員は 19,438人である[京成 1]。佐倉市内の駅の中では最も多い。
- 山万 - 2021年度の1日平均乗車人員は546人である。ユーカリが丘線6駅中第1位。

近年の1日平均乗降・乗車人員推移は下表の通りである。
| 年度               | 京成電鉄         | 京成電鉄         | 山万             |
| 年度               | 1日平均 乗降人員 | 1日平均 乗車人員 | 1日平均 乗車人員 |
| ------------------ | ---------------- | ---------------- | ---------------- |
| 1998年（平成10年） |                  | 10,452           | 621              |
| 1999年（平成11年） |                  | 11,195           | 606              |
| 2000年（平成12年） |                  | 11,402           | 603              |
| 2001年（平成13年） |                  | 11,598           | 594              |
| 2002年（平成14年） |                  | 11,322           | 565              |
| 2003年（平成15年） | 21,732           | 11,156           | 558              |
| 2004年（平成16年） | 22,473           | 11,248           | 540              |
| 2005年（平成17年） | 22,467           | 11,304           | 570              |
| 2006年（平成18年） | 22,822           | 11,395           | 582              |
| 2007年（平成19年） | 22,711           | 11,334           | 579              |
| 2008年（平成20年） | 22,800           | 11,381           | 639              |
| 2009年（平成21年） | 22,324           | 11,147           | 675              |
| 2010年（平成22年） | 21,842           | 10,908           | 698              |
| 2011年（平成23年） | 21,392           | 10,689           | 688              |
| 2012年（平成24年） | 21,370           | 10,675           | 741              |
| 2013年（平成25年） | 21,653           | 10,818           | 794              |
| 2014年（平成26年） | 21,357           | 10,657           | 812              |
| 2015年（平成27年） | 21,606           | 10,787           | 828              |
| 2016年（平成28年） | 22,446           | 11,203           | 844              |
| 2017年（平成29年） | 21,963           | 10,966           | 861              |
| 2018年（平成30年） | 21,876           | 10,924           | 805              |
| 2019年（令和元年） | 21,456           | 10,713           | 781              |
| 2020年（令和02年） | 15,772           | 7,882            | 565              |
| 2021年（令和03年） | 16,626           | 8,310            | 546              |
| 2022年（令和04年） | 18,065           | 9,026            | 591              |
| 2023年（令和05年） | 19,069           | 9,524            |                  |
| 2024年（令和06年） | 19,438           | 9,716            |                  |

## 駅周辺

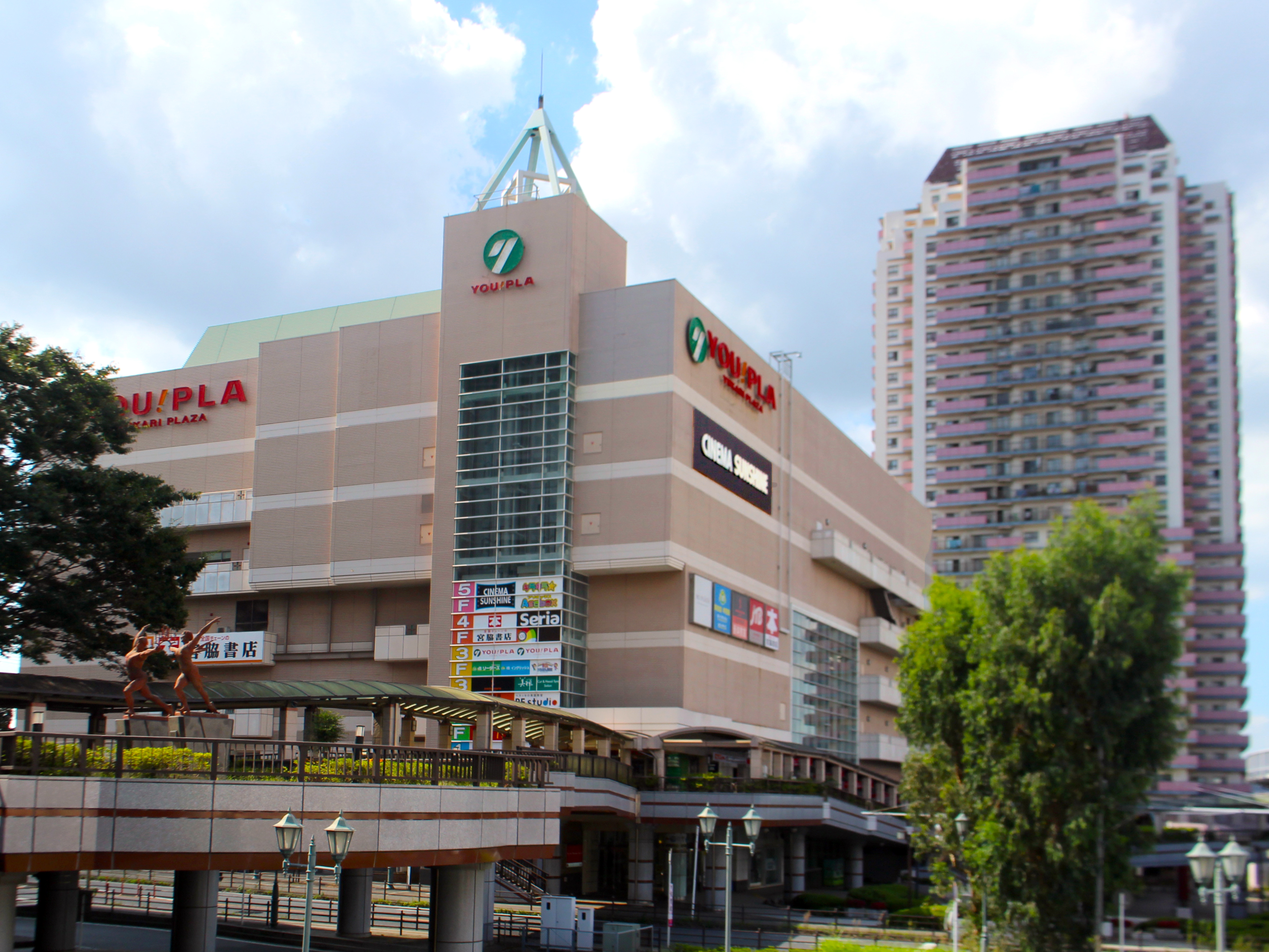
ユーカリプラザ ※北口デッキ接続

バブル景気と重なり、1980年代後半には駅前は急速に建物が立ち並ぶようになり、超高層マンションおよび商業施設が立地する。駅北口側には国道296号が通っている。

### 北口
隣駅の地区センター駅までは約600メートルの距離に位置する。北口はウィシュトンホテルユーカリに直結している。
- 佐倉市役所 ユーカリが丘出張所
- スカイプラザユーカリが丘
  - 高層マンション（センターハイツ）・超高層マンション（サウスタワー・イーストタワー・ウエストタワー）
  - スカイプラザ・モール[13]
  - ケーブルネット296 本社
- ユーカリプラザ
- イオンタウンユーカリが丘
- 佐倉市立志津中学校
- 佐倉市立志津小学校
- みずほ銀行 ユーカリが丘支店
- 千葉銀行 ユーカリが丘支店
- 三井住友銀行 イオンタウンユーカリが丘店[14]
- ジェーソン ユーカリが丘店
- ウエルシア薬局 ユーカリが丘店
- しまむら ユーカリが丘店
- ブックオフ 佐倉志津店
- アクアユーカリ（ボーリング・プールなど複合スパ施設）
- 上座総合公園

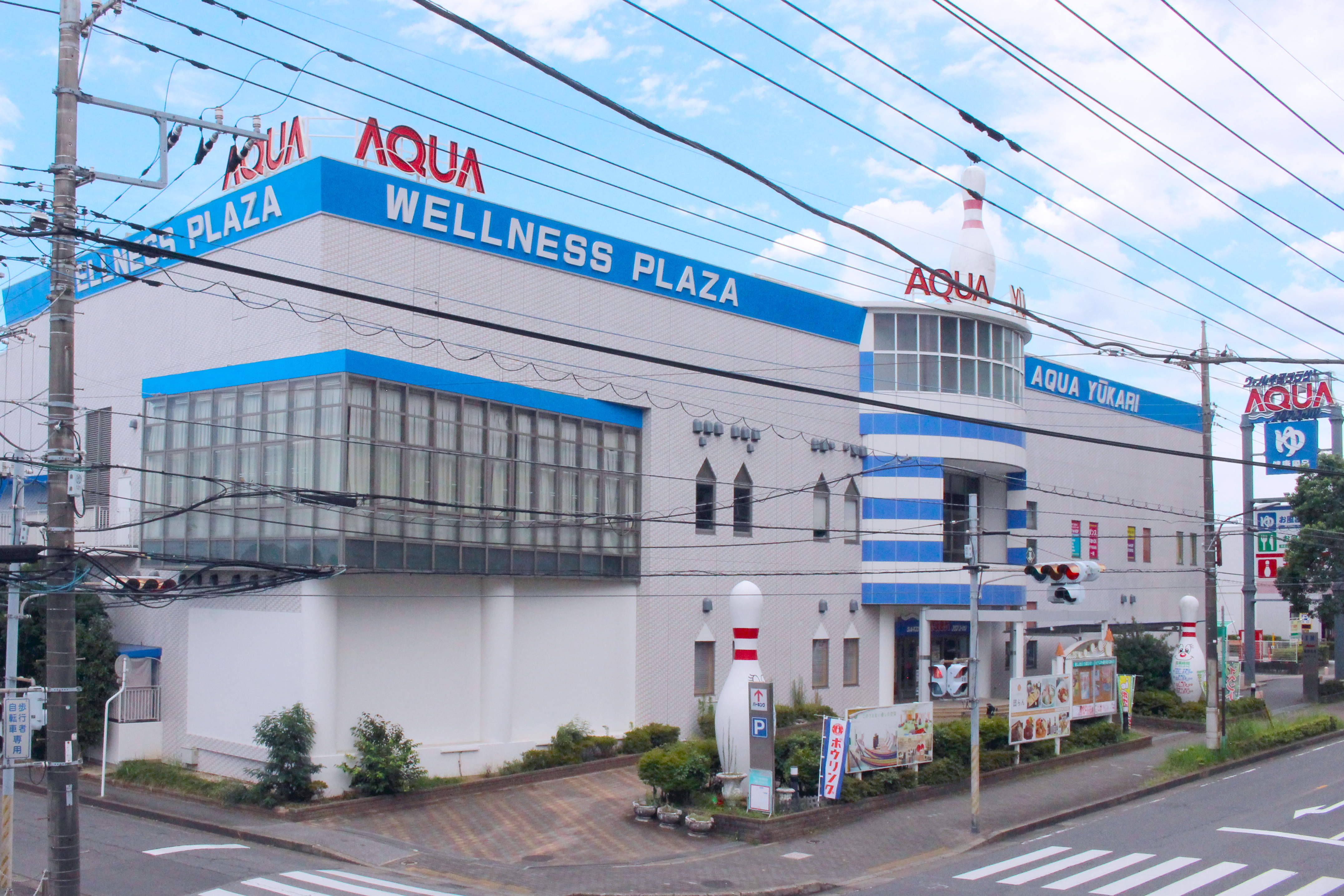
アクア・ユーカリ
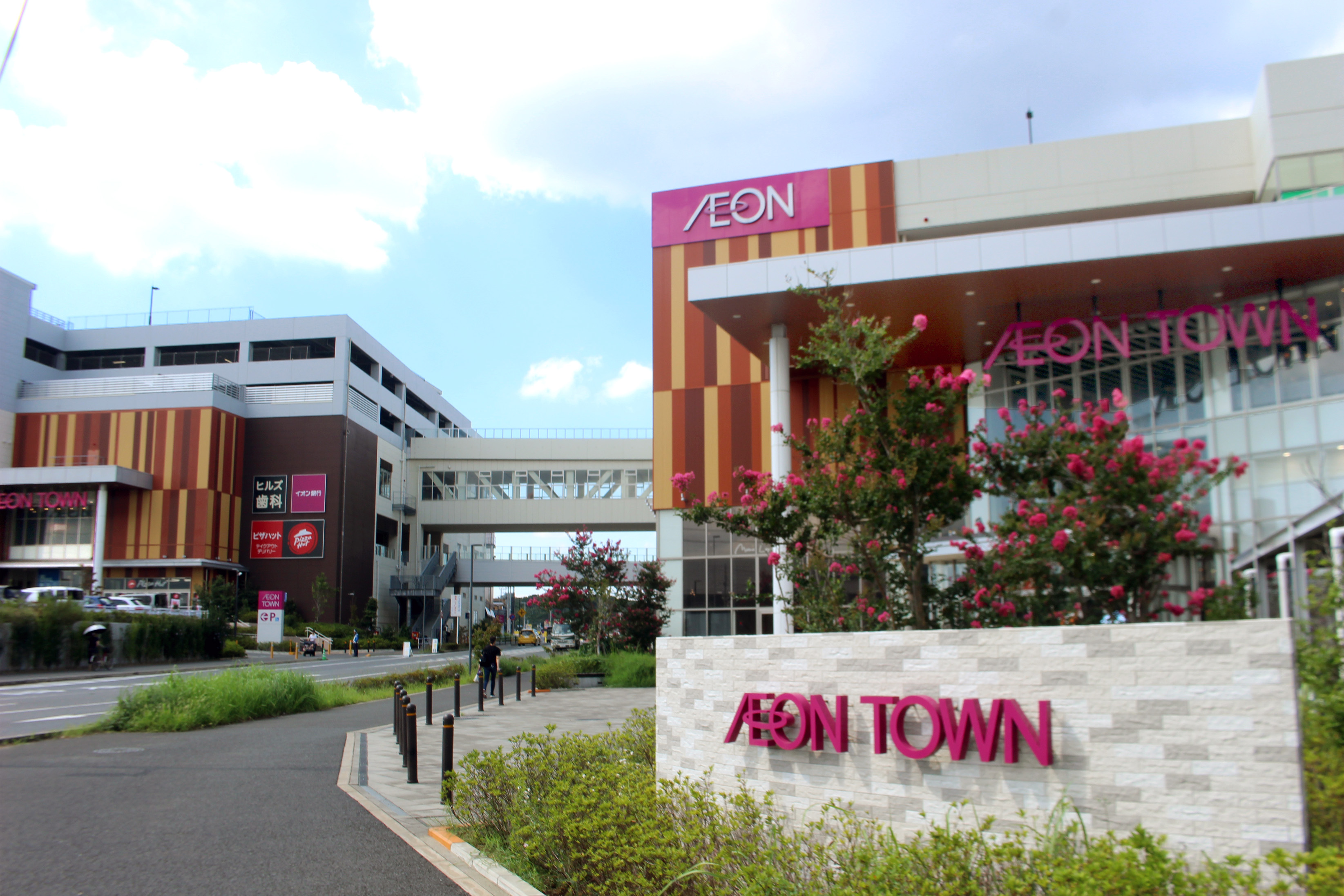
イオンタウンユーカリが丘
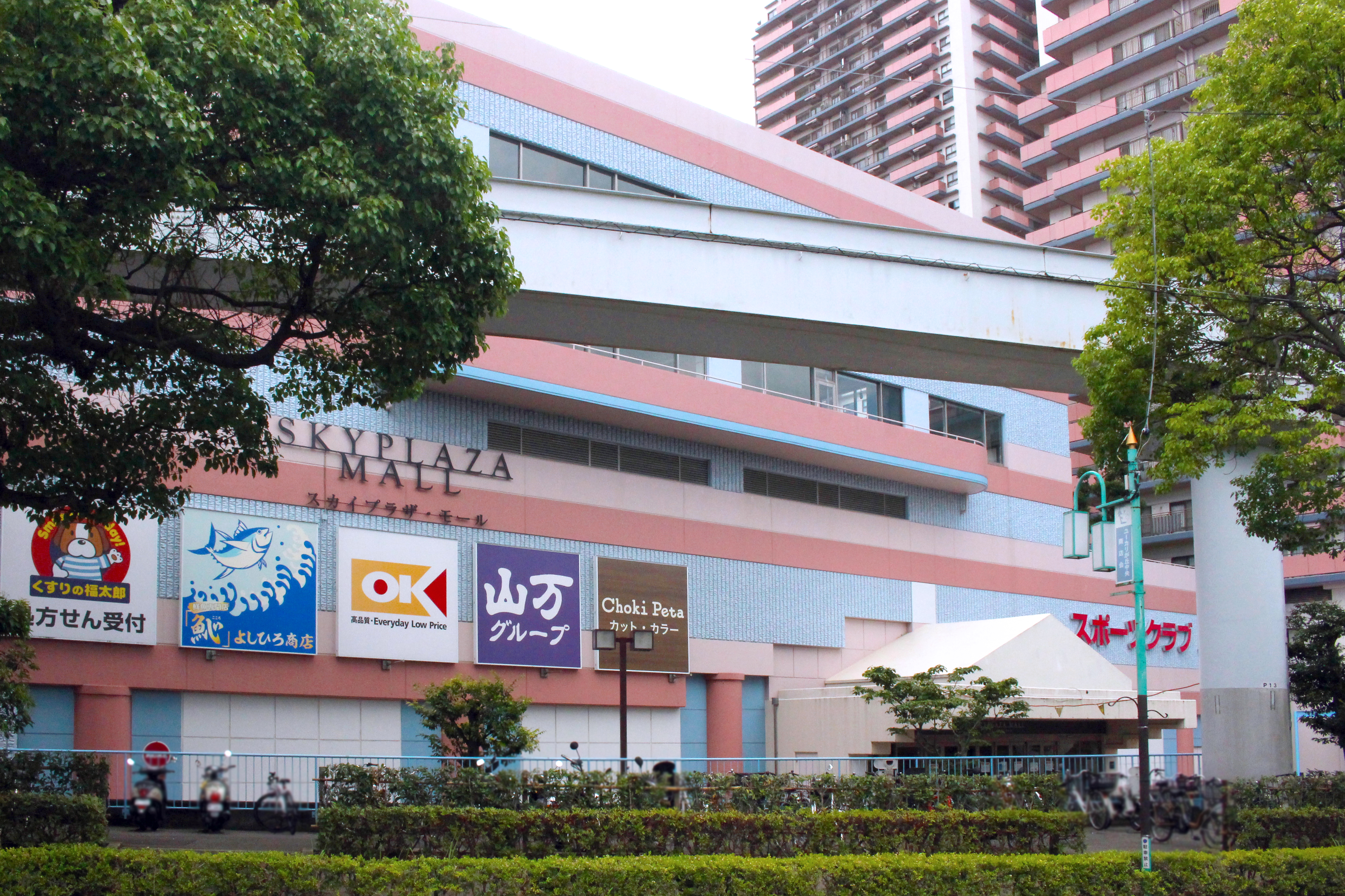
スカイプラザ・モール

### 南口
南口はスカイプラザステーションタワーに直結している。
- 佐倉警察署 京成志津駅前交番
- 佐倉市八街市酒々井町消防組合消防本部 志津消防署志津南出張所
- 千葉県立佐倉西高等学校
- 佐倉市立上志津小学校

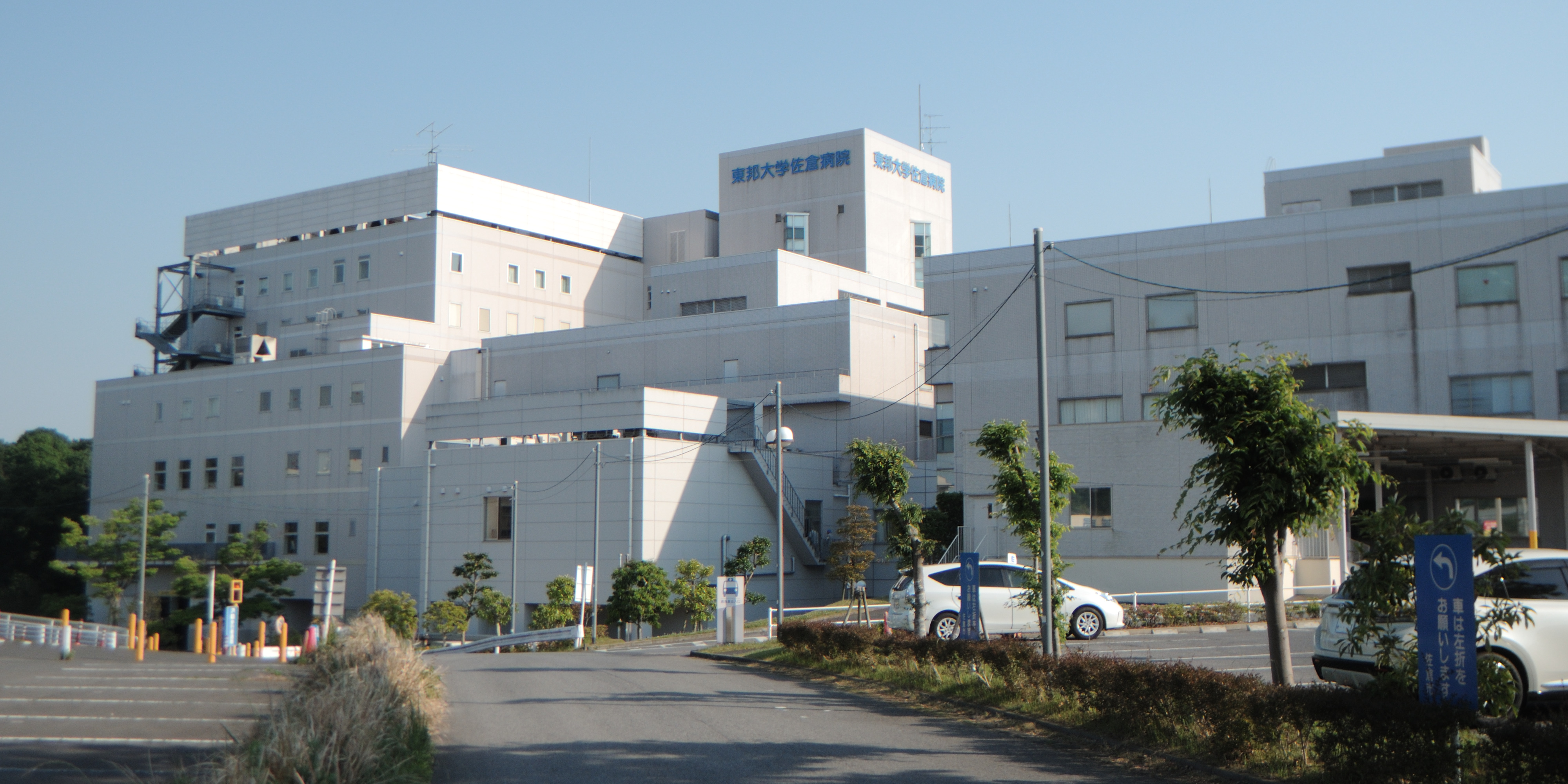
東邦大学医療センター佐倉病院
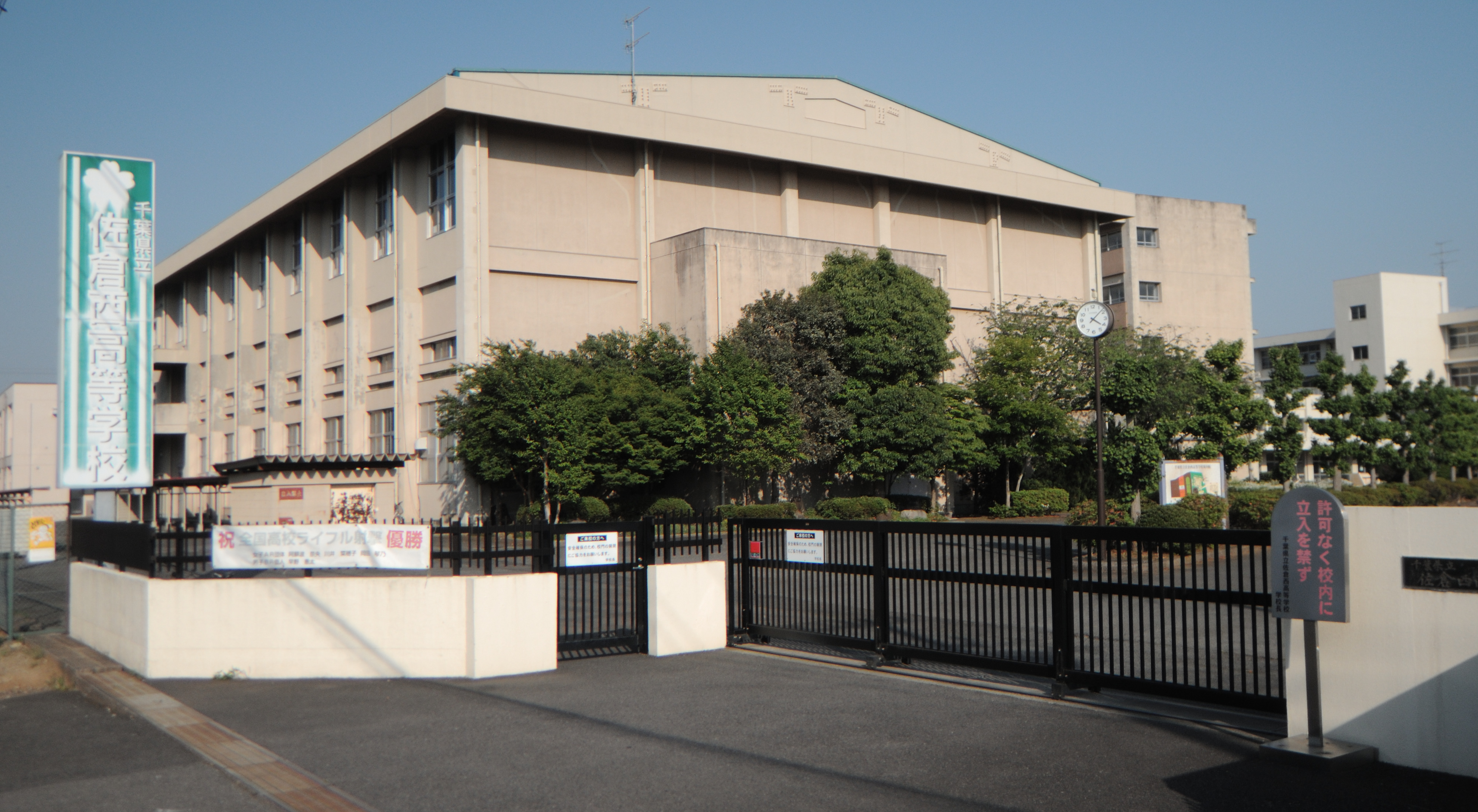
千葉県立佐倉西高等学校
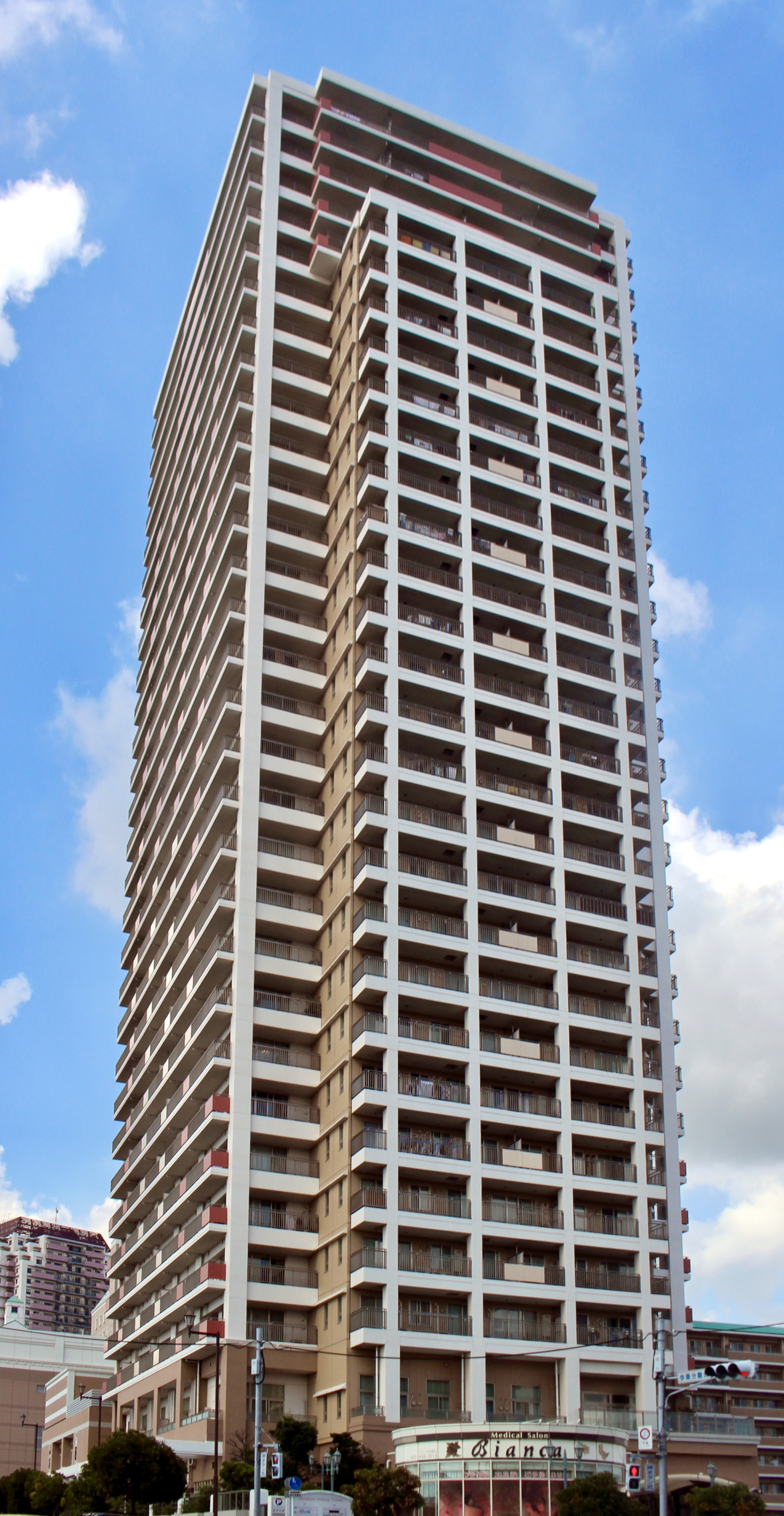
スカイプラザステーションタワー

- 南ヶ丘病院
- 西部保健福祉センター
- 佐倉中志津郵便局
- 京葉銀行 ユーカリが丘支店
- スーパーチェーンカワグチ 志津店
- ワイケイアート 本社

- 東邦大学医療センター佐倉病院
- 千葉県立佐倉西高等学校
- スカイプラザステーションタワー

## バス路線
| のりば                     | 系統                       | 主要経由地                                                          | 行先                       | 運行会社                                                | 備考                                                        |
| -------------------------- | -------------------------- | ------------------------------------------------------------------- | -------------------------- | ------------------------------------------------------- | ----------------------------------------------------------- |
| ユーカリが丘駅（北口）     | 志津北側ルート（左回り）   | 志津小学校入口・小竹小学校北・宮ノ台入口 ・志津中学校前・志津駅北口 | ユーカリが丘駅（北口）     | 佐倉市コミュニティバス （なの花交通バス）               |                                                             |
| ユーカリが丘駅（北口）     | 志津北側ルート（右回り）   | 志津駅北口・志津中学校前・宮ノ台入口・小竹小学校北・志津小学校入口  | ユーカリが丘駅（北口）     | 佐倉市コミュニティバス （なの花交通バス）               |                                                             |
| ユーカリが丘駅北口         | こあらバス 1系統           | ユーカリが丘1丁目・井野中学校北・宮ノ台5丁目                        | ユーカリが丘駅北口         | こあらバス （山万コミュニティバス） ※列車補完等路線バス | 朝1便のみ運行（※イオンタウンは通らない）                    |
| ユーカリが丘駅北口         | こあらバス 2系統           | イオンタウン西街区前・ユーカリが丘1丁目・井野中学校北・宮ノ台5丁目  | ユーカリが丘駅北口         | こあらバス （山万コミュニティバス） ※列車補完等路線バス |                                                             |
| ユーカリが丘駅北口         | こあらバス 3系統           | イオンタウン西街区前・ユーカリが丘1丁目・井野中学校北・宮ノ台4丁目  | ユーカリが丘駅北口         | こあらバス （山万コミュニティバス） ※列車補完等路線バス |                                                             |
| ユーカリが丘駅（南口）     | 下志津線                   | 東邦大佐倉病院                                                      | 東邦大学佐倉病院正面玄関前 | 京成バス千葉イースト                                    |                                                             |
| ユーカリが丘駅（南口）     | 下志津線                   | 東邦大佐倉病院正面玄関前・下志津原入口                              | 四街道駅                   | 京成バス千葉イースト                                    |                                                             |
| ユーカリが丘駅（南口）     | 角栄団地線                 | ユーカリが丘駅入口・西部保健センター・下志津小学校・高千穂神社      | 南中野                     | 京成バス千葉イースト                                    |                                                             |
| ユーカリが丘駅（南口）     | マイタウン・ダイレクトバス | ユーカリが丘駅入口・東邦大佐倉病院・臼井駅（南口）・八木原小学校    | 東京駅八重洲口前           | 京成バス千葉イースト                                    | 平日早朝2便のみ経由 （※他の便はユーカリが丘駅入口から発車） |
| ユーカリが丘駅（南口地下） | 畔田・下志津ルート         | 東邦大学佐倉病院・千代田小学校正門前・臼井南中学校・王子台小学校    | 臼井駅南口                 | 佐倉市コミュニティバス （京成バス千葉イースト）         |                                                             |
| ユーカリが丘駅南口         | こあらバス 101系統         | イオンタウン西街区前・西ヶ作公園・小竹原ヶ作公園・五番街ハイツ前    | ユーカリが丘駅南口         | こあらバス （山万コミュニティバス） ※列車補完等路線バス | 朝・昼・夕方に1便ずつ運行                                   |
| ユーカリが丘駅南口         | こあらバス 102系統         | イオンタウン西街区前・井野長割遺跡前・樫の木・井野中学校北          | ユーカリが丘駅南口         | こあらバス （山万コミュニティバス） ※列車補完等路線バス | 午前1便・午後1便のみ運行                                    |
| ユーカリが丘駅南口         | こあらバス 103系統         | イオンタウン西街区前・井野長割遺跡前・井野中学校北                  | ユーカリが丘駅南口         | こあらバス （山万コミュニティバス） ※列車補完等路線バス | 夕方1便のみ運行（※樫の木は通過）                            |

※かつては、下記のバス路線が当駅に乗り入れていた。
- 京成バス
  - 大日今宿 - 四街道駅
  - 大日今宿 - 山王病院
  - 中志津 - 志津駅

## 隣の駅
京成電鉄
 本線
■快速特急・■特急
通過
■通勤特急・■快速・■普通
志津駅 (KS32) - ユーカリが丘駅 (KS33) - 京成臼井駅 (KS34)
山万
■ユーカリが丘線
ユーカリが丘駅 - 地区センター駅